# Каннареджо

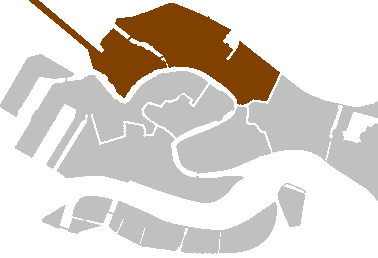
Район на схеме города.

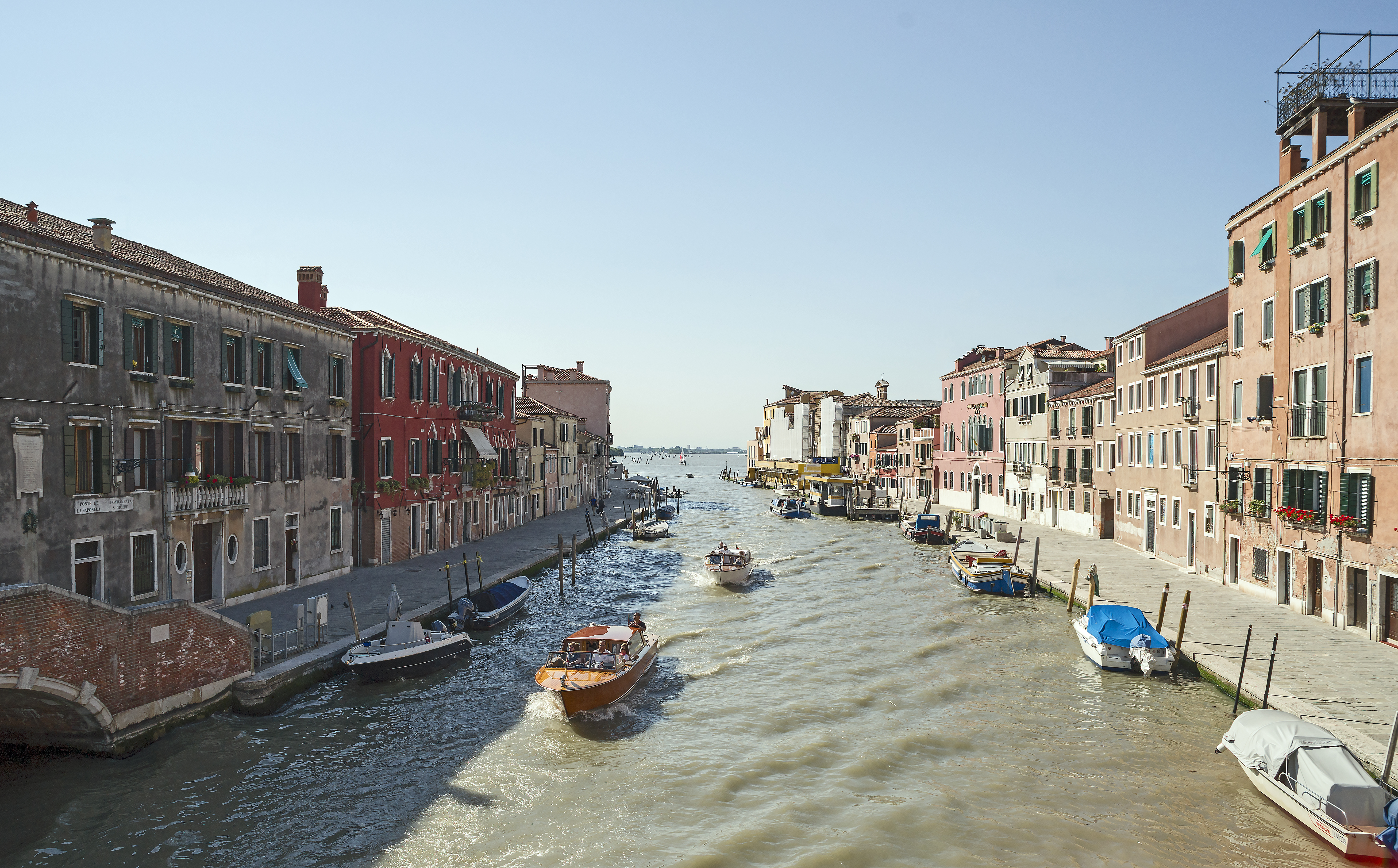
Канал Каннареджо, главная водная артерия района

Каннаре́джо (итал. Cannaregio) — один из шести исторических районов Венеции. Расположен в северной части города и является самым отдалённым. Каннареджо — самая населённая часть Венеции, в районе проживает более 20 000 человек.
Название района произошло от итальянского аналога слова «Главный канал» (или канава).
Название района произошло от болота и росшего на нём тростника (по-итальянски canne). 
Район мало привлекателен для туристов, за исключением вокзала и двух оживлённых улиц в южной части. Главными достопримечательностями района являются Гетто, церкви Мадонна-дель-Орто и Церковь Скальци.